# マイウェイ 12,000キロの真実
『マイウェイ 12,000キロの真実』（原題：마이웨이）は、2011年公開の韓国映画。

## あらすじ
日本統治時代の朝鮮の中心都市京城（現ソウル）に、日本人と朝鮮人の二人の若者がいた。
祖父は憲兵隊司令官、父は医者という裕福な家庭に育った長谷川辰雄。憲兵隊司令官一家の使用人の息子キム・ジュンシク。対照的な境遇の二人だが、彼らはオリンピックで走るという同じ夢を持つ、良きライバルであった。しかし時代がその夢を打ち砕き、彼らは日本人と朝鮮人という立場で対立し合うようになる。
日本軍として出征し、ノモンハン事件においてソ連の捕虜となった彼らに、第二次世界大戦下のユーラシア大陸を西へ流されていく数奇な運命が待ち受けていた。民族や信条の違いのせいで心が交わることのない二人であったが、大日本帝国、ソビエト連邦、そしてナチス・ドイツの軍服を着て転戦するうちに、国家や民族を超えた感情が生まれる。
長谷川辰雄は大日本帝国の元陸軍大佐の岡村誠之を題材にしたと言われている。

## 登場人物
長谷川辰雄 - オダギリジョー
日本から京城へ引っ越してきた少年。
キム・ジュンシク - チャン・ドンゴン
長谷川家の使用人の子供。
シュエライ - ファン・ビンビン
家族を日本兵に殺された中国人女性。
イ・ジョンデ - キム・イングォン
辰雄の祖父 - 夏八木勲
高倉誠司 - 鶴見辰吾
野田 - 山本太郎
辰雄の父 - 佐野史郎
辰雄の母 - 中村久美
向井 - 浜田学
キム・ウンス - イ・ヨニ
長谷川辰雄（少年時代） - 小林ユウキチ
キム・ジュンシク（少年時代） - ト・ジハン
陸上連盟総裁 - 白竜

## スタッフ
- 監督：カン・ジェギュ
- 製作：カン・ジェギュ、キム・ヨンハ
- 脚本：カン・ジェギュ、キム・ビョンイン、ナ・ヒョン
- 音楽：イ・ドンジュン
- 撮影監督：イ・モゲ
- 編集：パク・ゴクチ
- 特殊効果：チョン・ドアン

## 評価
邦題は「マイウェイ 12,000キロの真実」だが、歴史的事実とは違う部分が多く、内容は大きく脚色されているため誤解を招くと指摘されている。
劇中に登場する日本、ソ連、ドイツの軍隊や人物の描写がステレオタイプで、特に日本人や日本軍についての描写は、韓国内や欧米での公開を意識したものとの見方がある。

## ソフト化
日本ではワーナー・ホーム・ビデオよりブルーレイ、DVDが発売。
- 【初回限定生産】マイウェイ 12,000キロの真実 ブルーレイ&DVDセット（3枚組、2012年6月6日発売）
  - ディスク1：本編Blu-ray
    - 映像特典
      - 特報・劇場予告編・30秒予告編・TVスポット

  - ディスク2：本編DVD
    - 映像特典：本編Blu-rayと同様

  - ディスク3：特典DVD
    - メイキング
    - 特番「マイウェイ 12,000キロの真実-数奇な運命を徹底検証-」
    - イベント映像
    - インタビュー集
- マイウェイ 12,000キロの真実 ブルーレイ（1枚組、2013年2月6日発売）
  - 映像特典：ブルーレイ&DVDセット・ディスク1と同様
- マイウェイ 12,000キロの真実 DVD（1枚組、2013年2月6日発売）
  - 映像特典：ブルーレイ&DVDセット・ディスク2と同様